# Cesaropapisme
El cesaropapisme, mot nascut a mitjans del segle xix, designa un sistema de govern temporal (cèsar) qui, amb voluntat de dominació universal, cerca exercir el seu poder sobre els afers espirituals (el poder espiritual del papa). L'emperador usurpa doncs el poder sobre els afers de l'Església. Ocupa, a més, un lloc privilegiat a l'esfera legislativa i teològica de l'Església. En el cas de les monarquies, es pot parlar de teocràcia reial. El problema que posen les relacions entre els poders temporal i espiritual és el següent: que és saber que dirigeix el nom de Déu; cal, per tant, determinar si és el Papa o el Patriarca qui està sotmès a l'emperador en tant que ciutadà romà o si l'emperador està sotmès al papa en tant que cristià. El naixement del cesaropapisme és contemporani a la conversió de l'emperador Constantí a inicis del segle iv. Aquesta mena de govern està lligada a l'antiguitat tardana i a l'Imperi Romà d'Orient. A Occident, es refereix al període otonià.

## Orígens del cesaropapisme
El cesaropapisme té els seus orígens en la concepció romana del poder imperial. Des d'Octavi August, l'emperador uní en la seva persona els destins polítics de l'imperi i el poder religiós. És precisament el pontifex maximus, gran pontífex, és a dir, el cap de la religió romana. El culte imperial uneix la comunitat dels habitants de l'Imperi Romà al voltant de les oracions per l'emperador, cerimònies de sacrificis. La lleialtat política i la fe religiosa estaven vinculades, de manera que els que negaven al culte imperial, com els cristians, eren vistos com a traïdors a Roma.
Els apòstols que van fundar les primeres comunitats cristianes aconsellaven l'obediència total a les autoritats. Els fidels oraven per l'emperador, que es considerava un instrument de la voluntat divina. Però els cristians es negaren a adorar els emperadors, ja fosssin morts o vius. D'alguna manera es negaven a imposar la religió de la ciutat, quan aquesta no professava el cristianisme com a religió oficial, els cristians defensaven el principi de consciència individual abril. La conversió de Constantí creà una nova situació.

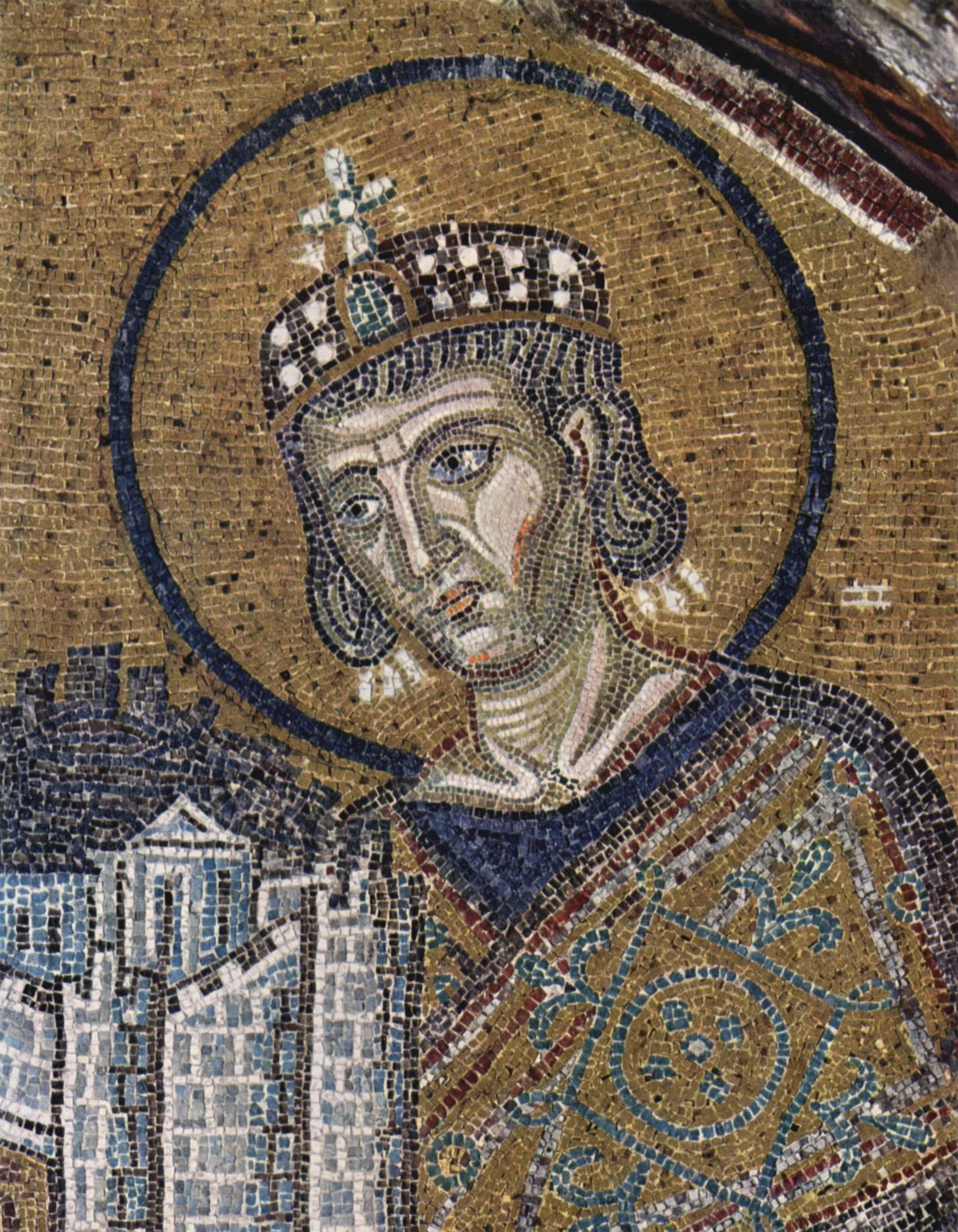
Constantí presenta el pla de la ciutat de Constantinoble a la Mare de Déu, Església de Santa Sofia, cap al 1000 dC

Eusebi de Cesarea, repetint els arguments de Melitó de Sardes, desenvolupà, en aquest moment, la teologia de l'imperi cristià. Per a ell, la unificació política va permetre la unificació religiosa. La grandesa de l'Imperi Romà i el triomf del cristianisme estan vinculats. L'emperador és en aquest context, el servent de Déu i com a imatge del fill de Déu, mestre de l'univers. Eusebi de Cesarea creu que el regnat de Constantí s'adapta al pla de Déu i va ser planificat des de tota l'eternitat. L'emperador també rep la missió de guia per a la salvació i la fe cristiana. Això és en realitat l'adaptació de l'antiga cristiandat romana idea hel·lenística de la reialesa sagrada.
A partir de la conversió de Constantí, l'Església es veu afavorida, però manté en situació de submissió. Constantí es troba entre els bisbes, com si fos un d'ells. Se situa com a guardià del dogma i la disciplina. Intervé en tots els afers de l'Església, legislant i jutjant per això, sovint a la crida dels propis cristians, organitzador i el líder, convocant i presidint els consells dictant les fórmules de la fe. En la seva organització i funcionament, l'Església necessita l'emperador. Els grans concilis són en gran manera tributaris de l'imperi. El poder assegura la seguretat dels bisbes durant els seus viatges, el bon ordre de les reunions sovint tempestuoses, tant les qüestions cristianes augmenten les passions. Les decisions conciliars estan recolzades per lleis imperials. Constantí diu: «La Divina Providència actua en concert amb mi». Com a representant de Déu a la terra, les seves decisions són sagrades. Com a resultat, sembla obvi que les decisions religioses estan sota la seva autoritat. Aquesta reclamació és contestada regularment pels dissidents religiosos i els que qüestionen la fe personal de l'emperador.
Constanci II (337-361), arrià convençut no adopta un credo que satisfà els cristians arrians i ortodoxos de trobar una unitat religiosa en l'imperi. Tanmateix, el 359, no va dubtar a promulgar una llei que definia el que ha de ser la fe dels subjectes de l'imperi, un exemple sorprenent del cesaropapisme. Constanci II es converteix així en el prototip de l'emperador cristià, la seva fe ha de ser la dels seus súbdits.
A partir del segle iv, per tant, la confusió entre el poder temporal i el poder espiritual és total en l'imperi. Qualsevol atac a l'Església es converteix en una traïció de Roma, la qual cosa complica enormement la situació dels jueus, els pagans i els heterodoxos. Aquests són considerats no només impius però com a subjectes de segona classe, exclosos de l'àmbit de l'imperi. L'heretgia, un error religiós, esdevé un delicte civil, un crimen publicum responsable davant els tribunals civils de l'imperi. L'excomunió implica la prohibició de l'imperi.
Des del segle iv, els bisbes com Hilari de Poitiers i Ambròs de Milà s'aixecaren en contra de la voluntat imperial per dirigir l'Església. Ambròs posa les bases de la teoria medieval de la separació dels dos poders, el poder temporal i el poder espiritual, fins i tot esbossà la idea de la subordinació del poder polític al poder espiritual. Ell per tant obligà Teodosi a fer penitència i caminar descalç sobre cendres per expiar la mort de deu mil persones després de la revolta a Tessalònica el 390. Aquesta teoria la repetí Agustí d'Hipona en la seva obra mestra, La ciutat de Déu. Per a ell: «aquí hi ha un rei per a la vida i un rei per a la vida eterna». El poder temporal ha de tenir el propòsit d'ajudar l'Església a establir la «Ciutat de Déu» a la terra.

## A l'Imperi Romà d'Orient
A l'orient, l'Església és, des del començament, múltiple. Els patriarcats tenen una gran influència en les regions en les que estenen la seva autoritat. Des de Constantí, l'emperador encarna la continuïtat dels camins triats per Déu per a la salvació dels habitants de l'imperi. És en aquest sentit que un emperador és també un sacerdot. Des del 450, la coronació per un patriarca li ha donat el prestigi de la investidura divina, que reforça les reivindicacions dels emperadors a la dominació religiosa. Mentre que té lloc el col·lapse de l'Imperi Romà d'Occident, sota el lideratge del papa, la independència de les esglésies occidentals del poder civil, el cesaropapisme no es discuteix a l'Imperi Romà d'Orient que lluita amb moltes disputes cristianes que requereixen una intervenció imperial.

### Justinià i l'Església

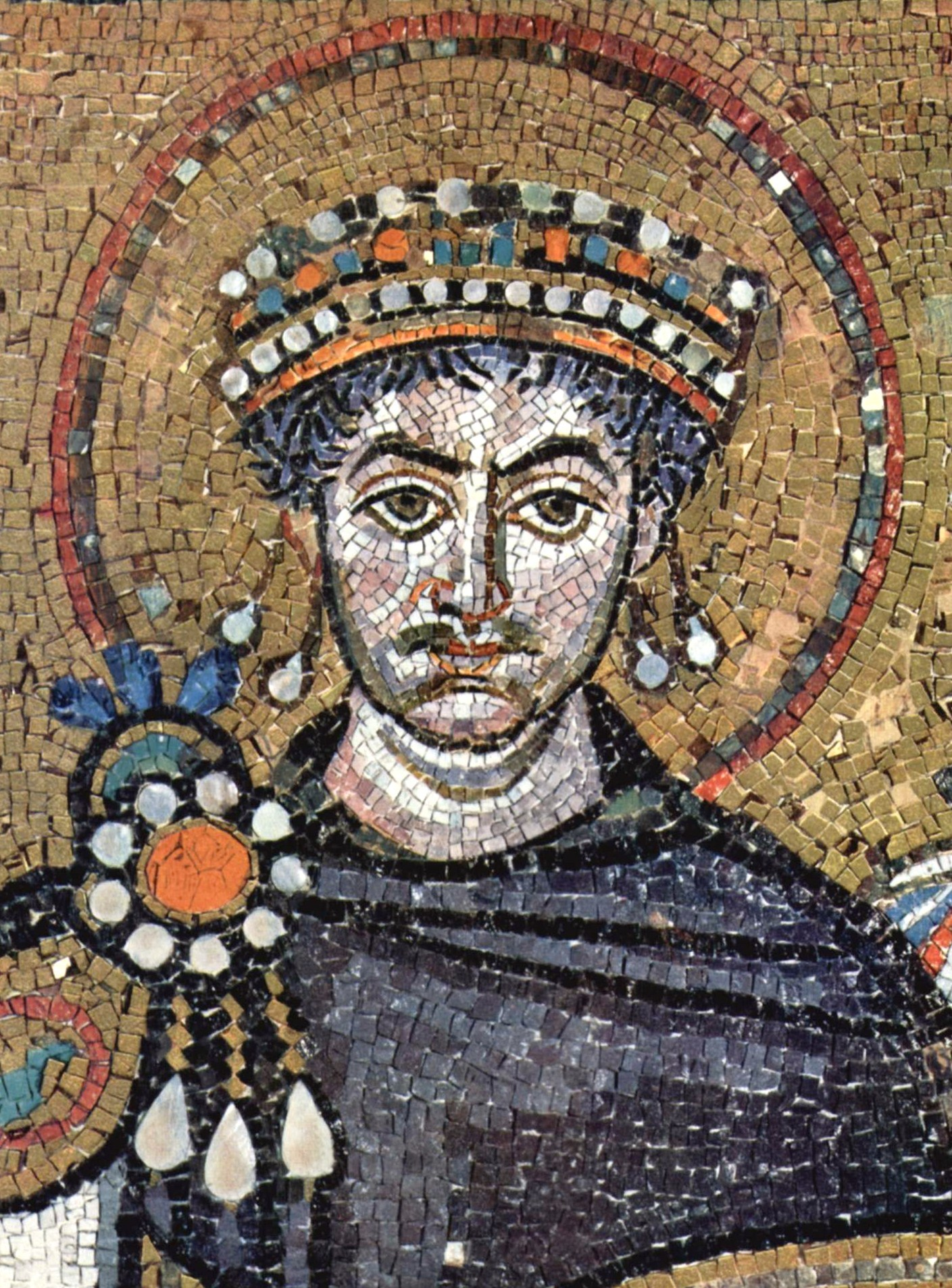
Justinià, mosaic de la basílica de Sant Vidal de Ravenna, abans del 547

Justinià I volia restaurar la unitat a l'imperi, la unitat política per la reconquesta de l'Imperi Romà d'Occident que havia passat a les mans dels bàrbars, però també a la unitat religiosa.
Justinià es veia com l'escollit de Déu, el seu representant i el seu vicari a la terra. Ell mateix es fixà la tasca de ser el campió de l'ortodòxia en les seves guerres o el gran esforç que va fer per difondre la fe ortodoxa, o de la manera en què dominà l'Església i lluità contra l'heretgia. Volia governar l'Església principal, i, a canvi de protecció i favors que ell atorgava, va imposar la seva voluntat, proclamant clarament emperador i sacerdot.
Justinià intenta influir en la decisió dels patriarques en els debats cristològics que conduïren a la condemna del monofisisme. La importància del poder imperial en els assumptes religiosos va ser àmpliament acceptat en l'episcopat en aquell moment. En el sínode de 536, el patriarca Menas va dir: « Res del que es discuteix a l'Església més santa no ha de ser decidit en contra del consell i ordres (l'emperador)» ». Acompanyà la condemna dels monofisites per la persecució del 537-538. A més, hi hagué una legislació severa per als jueus, pagans i heretges.
Justinià també va ser autoritari en assumptes eclesiàstics. Regulà l'organització i l'administració del clergat, les eleccions dels bisbes, l'administració i la supervisió dels monestirs. També va construir molts edificis religiosos: Santa Sofia a Constantinoble i Sant Vidal a Ravenna. Afavorí les missions de conversió a les fronteres de l'imperi. Justinià considerava el Papa i els bisbes com a funcionaris en l'ordre religiós. Segons ell, el paper de l'Església és la de la intercessio, és a dir, l'oració pel bé de l'Estat. Encomanà als bisbes de l'administració financera de les ciutats. Va convertir les seves opinions teològiques en lleis infalibles. Per tant, el Codi de Justinià començava amb el següent títol: " Sobre la Santíssima Trinitat i que ningú s'atreveix a contradir-lo".
Les concepcions de Justinià apareixen en la seva Novel·la 6: «Els grans regals de Déu concedits als homes per la filantropia des de dalt són el sacerdoci i l'imperi. La primera està al servei de les coses divines, la segona direcció i cura dels assumptes humans». Insistí en la seva unitat indispensable. Justinià considerava com el seu deure sobirà vetllar per la unitat religiosa del seu imperi, essencial per a la unitat política.
La Qüestió dels Tres Capítols permet comprendre de les dificultats causades pel cesaropapisme de Justinià. L'emperador condemnà els tres bisbes odiat pels monofisites el 543. La sentència per l'emperador aixecà protestes de molts bisbes, sobretot a Occident. El Papa Vigili va arribar a Constantinoble, sent mantingut en captivitat, fins que finalment va cedir a les pressions imperials i donà suport a les decisions dels Concili dels Tres Capítols del 553.
El bisbe de Hermiane, Facund, buscà definir els límits del paper del sobirà. Per a ell, per als dogmes, l'emperador ha de "dur a terme els cànons de l'Església, no solucionar-los o trencar-les ". S'hi descriu una jerarquia en la qual Déu i l'Església és més gran que l'emperador; va dir Justinià: « Les decisions dels seus Pares que heu de servir com un home piadós i no es permet, ni tu, ni tots els homes juntament amb vostès, per disparar» ».
Facund definí clarament els problemes derivats de la interferència recíproca dels poders religiosos i polítics. Quan l'Església es basava en l'emperador pel triomf del cristianisme, se sotmeté el poder de l'emperador en el camp doctrinal. G. Dagron afirma: « La distinció entre els dos poders mai no està tan clarament formulada com quan hi ha un desacord entre ells. Quan hi ha consistència o l'esperança d'harmonització, la celebració i la nostàlgia de la unitat preval»

### Després de Justinià

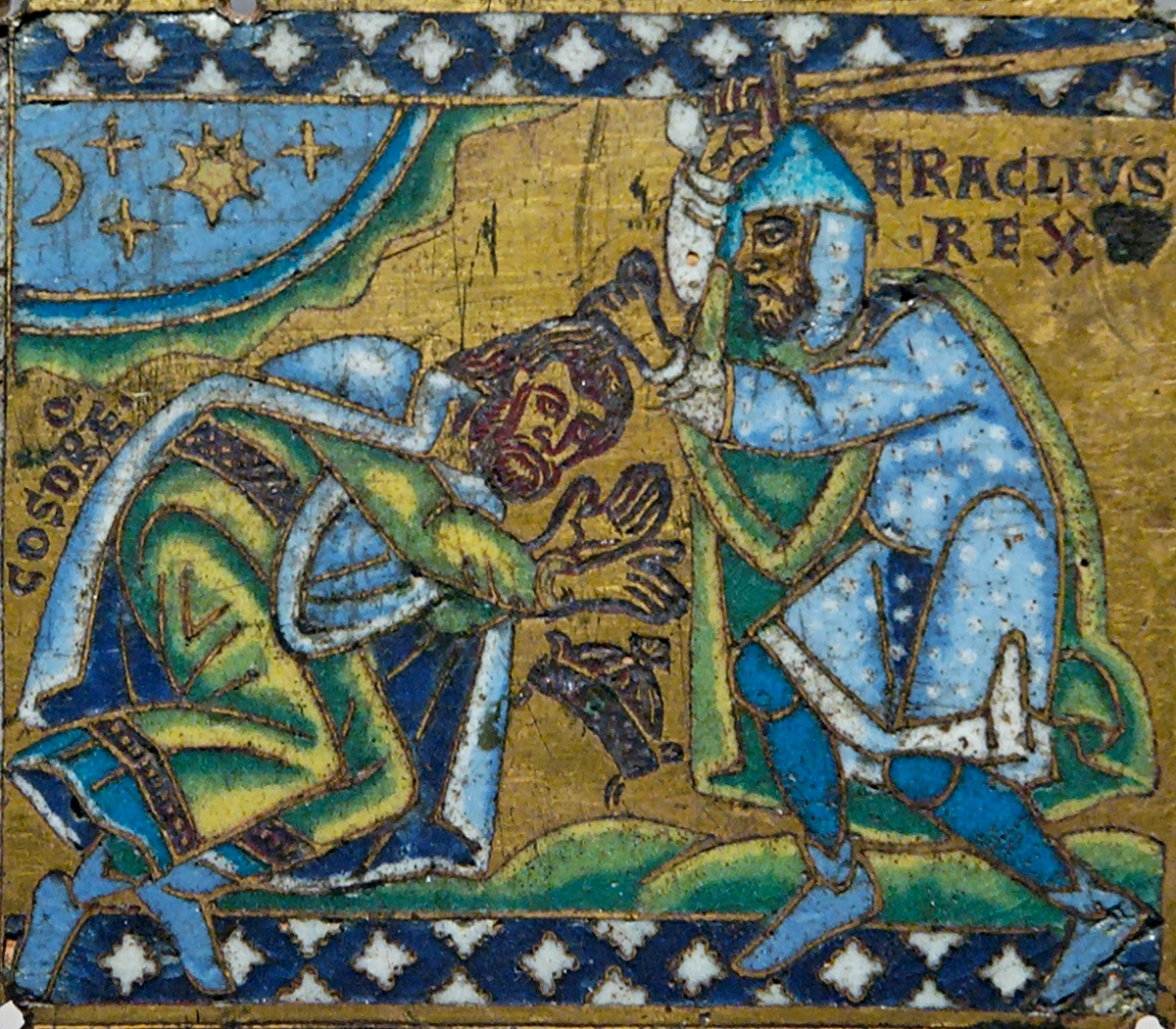
L'emperador Heracli sotmet el rei sassànida Còsroes II. Esmalt sobre coure daurat, 1160-1170, vall del Meuse.

Els emperadors romans d'Orient han estat classificats sota l'etiqueta del cesaropapisme per molts historiadors. De fet, és possible distingir tres períodes: abans, durant (segles viii i ix), i després de la crisi iconoclasta.
Abans de la crisi iconoclasta, el cesaropapisme dels emperadors romans d'Orient va ser poc controvertit fins i tot per al papa. Els sobirans organitzaven districtes administratius a voluntat, disposant dels bisbes i arquebisbes. Convocaven els concilis promulgaven els decrets finals i asseguraven la seva execució. Els debats cristològics encara eren molt animats en l'Imperi Romà d'Orient. Els emperadors intentaven tancar la pregunta sense èxit. El 638, Heracli imposà creure en la unicitat de la voluntat en Crist, home i Déu. Deu anys més tard, Constant II imposà silenci sobre el tema. El papa Martí I, que condemnà aquesta decisió, va ser deportat a Quersonès on morí.
Des del segle viii, el cesaropapisme romà d'Orient ja no tractà més les controvèrsies cristològiques però sí el conflicte sobre l'ús i la veneració de les icones, la iconoclàstia. Al seu torn, els emperadors Lleó III i Constantí V adoptaren posicions iconoclàstiques (contra el culte a les imatges). L'iconoclasma és una manifestació sorprenent del cesaropapisme. No només Lleó III i Constantí V legislaren amb èxit doctrinalment, però en eliminar de la jerarquia romana d'Orient els iconòdules i en combatre els monjos, afirmaven la seva superioritat jeràrquica sobre el clergat.
Els seus successors adoptaren, al seu torn, posicions d'iconòduls (veneradors d'imatges) o iconoclastes. La derrota dels iconoclastes coincideix amb el final del cesaropapisme pel que fa al dogma. Una nova teoria de les relacions entre l'emperador i l'Església Ortodoxa neix a l'Est. Teodor Estudita, que va morir el 826, va escriure: «Els assumptes de les esglésies pertanyen als sacerdots i als doctors, mentre que la gestió del segle es remet a l'emperador », així com «Déu va establir primer a l'Església. els apòstols, després els profetes i, en tercer lloc, els doctors, i no es menciona als sobirans». De fet, entre l'emperador i l' Església Ortodoxa, hi ha més aviat una col·laboració harmoniosa on cada halo és l'altre i el suport del seu paper. Sota el regnat de Basili I (867-886), es redactà l'Epanagog. Aquest text escrit al voltant de 879 va fer de l'Imperi un cos del qual l'emperador és el senyor i el patriarca de Constantinoble és qui s'ocupa de la seva ànima.
Després de la crisi iconoclasta, però, els emperadors seguiren eliminant a voluntat de les seus de les metròpolis. El poder imperial, controlant el patriarca i els bisbes metropolitans, tractava de garantir el control polític de l'imperi. Els bisbes eren més lliurement designats per l'Església. En el pla de la doctrina, un compromís salvà aspectes. L'emperador presentava els seus actes al sínode patriarcal; això també podia ser el contrari. No obstant això, el patriarca podia criticar l'emperador religiosament i fins i tot excomunicar-lo. Però això no qüestionava la legitimitat del sobirà.

## La temptació de Cesaropapisme en l'edat mitjana occidental
A Occident, el cesaropapisme es posà en dubte en els primers signes de debilitat de l'imperi. El Papa Gelasi I (492-496) tingué una influència decisiva en el pensament polític de l'edat mitjana. Feu la distinció entre el poder espiritual i el poder temporal. També afirmà la superioritat de la presència espiritual de Déu, el Papa es feia responsable de l'emperador. Per a ell, l'emperador és cristià com els altres. No és un clergue, i menys encara un bisbe. 

De fet, si l'Occident cristià havia establert la distinció entre un "poder espiritual" i un "poder temporal" en la regla, és primer perquè l'Imperi occidental es va fragmentar molt primerencament i el papat no va ser capaç de convertir-se en una veritable teocràcia. A partir de Carlemany, el Papa trobà en l'emperador carolingi un protector sovint molest. No dubtà a irrompre en teologia com al Concili de Frankfurt el 794.

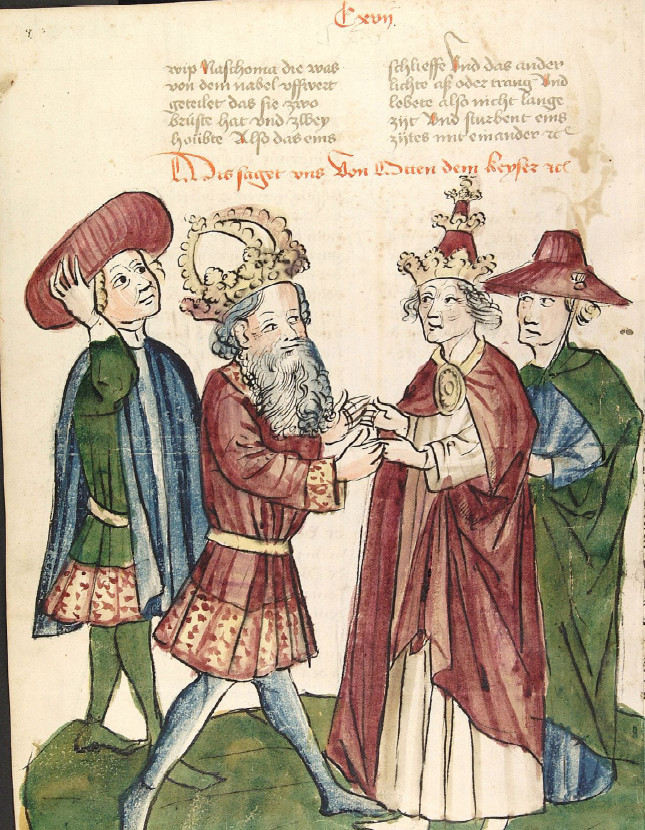
Otó i el papa Joan XII, miniatura de 1450

Tanmateix, es pot parlar fàcilment del cesaropapisme pel que fa a l'ambició dels emperadors del Sacre Imperi Romanogermànic per imposar la seva autoritat als papes. Otó I va ser consagrat a la basílica del Vaticà i coronat pel papa Joan XII el 962. Renovà l'Imperi Carolingi, el qual s'anomenava a si mateix Imperi Romà. Otó I requerí controlar l'elecció papal. Prohibí que en el futur es coronés el nou papa elegit sense la integritat de la votació hagués estat supervisada pels oficials imperials. L'estreta col·laboració entre els dos poders és, doncs, en benefici de l'emperador. Otó empenyé el seu avantatge mitjançant la promulgació el 13 de febrer de 962 del Privilegium Ottonianum que, tenint un grau de Lotari I, requerí a tot nou papa a jurar lleialtat a l'emperador o al seu enviat abans de rebre la consagració. Otó I, no dubtà en fer deposar per un concili el Papa que intrigava contra ell des de 963. Requerí llavors un jurament dels romans en el qual es comprometen a garantir que «ells no triarien o ni ordenarien cap Papa sense el consentiment del Senyor Otó o el seu fill.» L'emperador controlà per complet l'elecció del papa. Els beneficis eren considerables. Poder comptar amb la col·laboració del pontífex garantia l'autoritat imperial sobre les esglésies locals del Sacre Imperi Romanogermànic. L'emperador utilitzà els bisbes per governar l'imperi.
L'emperador emprava tots aquells apel·latius que sonessin a descendent dels emperadors romans, es denominava "august", "rei dels romans", "i adquiriria un caràcter "sagrat" en proclamar-se "fill adoptiu de Déu", de qui rebia directament el poder. Però malgrat això seguia sent coronat pel papa, encara que l'emperador es considerava com el successor legítim de Pere.
Otó III també s'ocupà dels assumptes del papat. Al principi, elegeix el seu cosí Bruno per a la seu pontifícia sota el nom de Gregori V. Desvetllà els conflictes entre el Papa i els nobles romans. En un text de gener de 1001, les relacions entre el papa Silvestre II i l'emperador van ser redefinides. S'especificà que la donació de Constantí era una falsificació. Otó III es negà a confirmar el Privilegium Ottonianum. L'emperador concedí al pontífex sobirà vuit comtats de la Pentàpolis, però fou una donació, no una restitució. L'emperador es veia com «esclau dels apòstols», el representant directe de Pere i el responsable del seu patrimoni. Es posà en el mateix nivell que el Papa i desitjava governar la cristiandat, resideix en els seus sínodes.
Posteriorment alguns emperadors, entre ells Enric III, Frederic I i Frederic II van promoure la idea que l'emperador era el cap visible de l'Església, tenint més autoritat que el mateix Papa.
El cesaropapisme assolí el seu punt màxim amb Enric III (1039-1056). Aquest va ser un autèntic dispensador de càrrecs eclesiàstics, obligant el Papa Gregori VI a convocar el concili de Pavia i el sínode de Sutri el 1046.
La disputa de les investidures fou l'ocasió d'una lluita sense pietat entre el Papa i l'emperador alemany. En el Dictatus papae, Gregori VII afirmà que la plenitud del poder, en llatí plenitudo potestatis, pertanyia al sobirà pontífex. El concordat de Worms de 1122 finalment es va anunciar la fi del Cesaropapisme d'Occident.
D'altra banda, en la segona meitat del segle xiii, la plenitud de poder espiritual s'havia convertit en un "concepte totalitari". L'Església no podia tolerar cap altre poder que el Papa. Segons la "teoria de les dues espases", el Papa té tant l'espasa espiritual com l'espasa temporal. Ell dona la segona al príncep, el qual fa l'ús que el Papa l'indica. El papat instaurava així una teocràcia pontifical en fer del Papa el representant de Déu sobre la terra.